# Samosąd (imię)
Samosąd – staropolskie imię męskie, złożone z członów Samo- ("samotny, jedyny") i -sąd ("sądzić"). Może oznaczać "ten, kto samodzielnie rozsądza", "ten, kto polega na własnym osądzie".
Samosąd imieniny obchodzi 2 kwietnia.